# Принудно просјачење
Принудно просјачење је вид трговине људима.
Принудно просјачење у Републици Србији обухваћено је кривичним делом Трговина људима из члана 388. Кривичног законика. Такође, као облик трговине људима препознали су га и одређени међународни правни акти.
За разлику од "добровољног" просјачења, код којег лице које проси (просјак) добровољно пристаје на прошење у намери да на тај начин стекне одређена материјална средства за живот, код принудног просјачења не постоји пристанак лица, већ је оно принуђено да проси.
Код принудног просјачења особа која проси је жртва кривичног дела Трговина људима (члан 388. КЗ), коју извршилац кривичног дела (трафикер) приморава да проси. Жртве су у великом броју случајева деца.
Жртве се под контролом најчешће држе претњом силом или применом физичке или психичке присиле, дрогом или алкохолом, уценама.
Реч је врло профитабилном кривичном делу јер жртве могу прикупити велике количине новца, али су принуђене да углавном сав прикупљени новац дају трафикеру. Према Извештају НВО Астра из јуна 2023. године, суд је одузео кућу саграђену од новца прикупљеног принудним просјачењем и као вид реституције пренео власништво над кућом на жртву.

## Трговина људима

### Правно уређење трговине људима

#### Домаћи правни извори

##### Кривични законик[1]
Глава 34
Кривична дела против човечности и других добара заштићених међународним правом
члан 388. Трговина људима
(1) Ко силом или претњом, довођењем у заблуду или одржавањем у заблуди, злоупотребом овлашћења, поверења, односа зависности, тешких прилика другог, задржавањем личних исправа или давањем или примањем новца или друге користи, врбује, превози, пребацује, предаје, продаје, купује, посредује у продаји, сакрива или држи друго лице, а у циљу експлоатације његовог рада, принудног рада, вршења кривичних дела, проституције или друге врсте сексуалне експлоатације, просјачења, употребе у порнографске сврхе, успостављања ропског или њему сличног односа, ради одузимања органа или дела тела или ради коришћења у оружаним сукобима,
казниће се затвором од три до дванаест година.
(2) За дело из става 1. овог члана учињено према малолетном лицу учинилац ће се казнити казном прописаном за то дело и кад није употребио силу, претњу или неки други од наведених начина извршења.

(10) Пристанак лица на експлоатацију или на успостављање ропског или њему сличног односа из става 1. овог члана не утиче на постојање кривичног дела из ст. 1, 2. и 6. овог члана.

#### Међународни правни извори

##### Протокол о спречавању, сузбијању и кажњавању трговине људским бићима, нарочито женама и децом - Палермо протокол[3]
Члан 3
Коришћење термина
За сврху овог протокола:
(а) "трговина људским бићима" значи врбовање, превожење, пребацивање, скривање и примање лица, путем претње силом или употребом силе или других облика присиле, отмице, преваре, обмане, злоупотребе овлашћења или тешког положаја или давања или примања новца или користи да би се добио пристанак лица које има контролу над другим лицем, у циљу експлоатације. Експлоатација обухвата, као минимум, експлоатацију проституције других лица или друге облике сексуалне експлоатације, принудни рад или службу, ропство или однос сличан ропству, сервитут или уклањање органа;
(б) пристанак жртве трговине људским бићима на намеравану експлоатацију изнету у подставу (а) овог члана је без значаја у случајевима у којима је коришћена било која мера изнета у подставу (а);

(ц) врбовање, превожење, пребацивање, скривање или примање детета за сврхе експлоатације сматра се "трговина људским бићима" чак и ако не обухвата било које од средстава изнетих у подставу (а) овог члана;

##### Конвенција Савета Европе о борби против трговине људским бићима - Варшавска конвенција[4]
Члан 4
Дефиниције
У сврху ове конвенције:
а) "трговина људима" значи врбовање, превоз, премештање, скривање или прихват лица, уз примену претње или силе или других облика принуде, отмице, преваре, обмане, злоупотребе овлашћења или стања угрожености, или давање или примање новчаних средстава или друге користи ради добијања пристанка лица које има контролу над другим лицем у циљу искоришћавања. Искоришћавање, у најмању руку, треба да укључи искоришћавање проституције других лица или друге облике сексуалног искоришћавања, присилан рад или пружање услуга, служење, ропство или праксу сличну ропству или вађење људских органа;
б) пристанак жртве "трговине људима" на планирано искоришћавање, како се наводи у тачки а) овог члана, нема значаја ни у једном случају када се користе средства поменута у тачки а);

в) врбовање, превоз, премештање, скривање или прихват детета ради искоришћавања сматра се "трговином људима" чак и ако не укључује средства наведена у тачки а) овог члана;

### Фазе трговине људима
- Врбовање
- Транспортовање
- Експлоатација

### Врсте трговине људима
Прва подела коју можемо направити јесте према територији на којој се трговина људима врши. Тако разликујемо националну трговину људима, где се све фазе одвијају на територији једне исте државе. Она је у случају принудног просјачења најчешћа. Међународна трговина људима је она која се одвија на територији најмање две различите државе.
Другу поделу можемо направити према начину експлоатације. Тако трговина људима обухвата: принудну проституцију, принудан рад, ропство или ропству сличан положај, принудно просјачење, принуду на вршење кривичних дела, коришћење лица у оружаним сукобима, одузимање органа, куповину невесте, дечију порнографију итд.

## Принудно просјачење
Принудно просјачење, као облик трговине људима, је кривично дело код којег је жртва (просјак) претњом примене силе или применом силе, обмане или на други сличан начин приморана да проси и да тако прикупљени приход преда трафикеру (извршиоцу кривичног дела).
Најчешће је облик националне трговине људима, где жртва чак ни не мора много бити удаљена од свог пребивалишта.
"Србија је земља порекла, транзита и дестинације жртава трговине људима, а карактерише је пораст интерне трговине људима."
Начини врбовања који су чести код овог облика трговине људима су привлачни огласи за посао, претње и уцене. Отмице су ретке, али је код овог дела лицу често потпуно или делимично ограничена слобода кретања, а услови за живот су крајње нехумани.

### Жртва
Лице које је приморано да проси је жртва трговине људима. Код принудног просјачења деца су врло често жртве јер изазивају више сажаљења код људи па самим тим остварују и веће приходе. Жртве могу подједнако бити припадници оба пола.
Лице које приморава жртву да проси назива се трафикер. Није редак случај да трафикери заправо буду организована криминална група.
"Трговци људима експлоатишу децу из Србије, посебно ромску децу, унутар земље за сексуалне послове, принудни рад, принудно просјачење и ситни криминал."

### Начини контроле жртве
Како би били сигурни да жртва неће побећи, трафикери користе различите начине држања жртве под контролом. Жртви се најчешће прети да ће се њој или њеним ближњима нанети неко зло, веома често примењују се и физичко и психичко насиље. Може се и уцењивати. Код принудног просјачења жртва се најчешће одржава под контролом дрогама или алкохолом, чиме се доводи до стања зависности од тих супстанци, те уколико трафикеру одређеног дана не би донела задовољавајућу суму уследило би "кажњавање" жртве недавањем психоактивних супстанци, што би код ње изазвало кризирање услед зависности.

### Принудно дечије просјачење
Код принудног дечијег просјачења жртве су деца, дечаци и девојчице млађи од 18 година. Оно представља тежи облик кривичног дела Трговина људима и код овог облика није потребно да над децом буде примењена сила како би били натерани да врше просјачење. Извршиоци су често родитељи или друго лице блиско детету. Деца се често изгладњују, физички и психички злостављају, занемарују, а неретко се под контролом држе и психоактивним супстанцама.
"Просјачење детета угрожава развој његових потенцијала и његово достојанство.
Просјачење негативно утиче на интелектуални, физички, друштвени и морални развој детета. Изложеност детета просјачењу негативно утиче на његово школовање, а последично и на будуће достојанствено запослење. Дечје просјачење увек и без изузетка представља експлоатацију, злостављање и занемаривање деце. Изложена свакодневном угрожавању живота и здравља и ризику да постану жртве трговине људима, искључена из редовног образовања, адекватног породичног окружења, вршњачке групе, понекад с преузетом одговорношћу одрасле особе за сопствену и породичну егзистенцију, лишена већине активности које прате здраво детињство и период одрастања, деца која просе ускраћена су у свим сегментима живота, а њихов развој и добробит вишеструко су и дуготрајно угрожени.
Ко су деца која просе? Међу њима су често: деца без адекватног родитељског старања, друштвено маргинализована деца, деца изложена насиљу у породици, деца присиљена на просјачење од стране организованих група, деца која су напустила школу, ромска деца, деца с инвалидитетом, деца у сукобу са законом, деца с поремећајима у понашању и деца која живе и раде на улици (тзв. деца у уличној ситуацији).

Деца која просе, како у прописима тако и у пракси, немају јасно признат статус жртве експлоатације, насиља, злостављања и занемаривања. Напротив, са навршених 14 година сматрају се извршиоцима кривичног дела или прекршаја, постају легитиман објекат полицијских овлашћења и овлашћења комуналне полиције и улазе у поступке у којима им се изричу санкције."

### Статистика
Према подацима НВО Астра:
"Од 2008. године, више од половине случајева трговине људима који се забележе у нашој земљи потпадају под интерну трговину људима. Закључно са 2019. годином више од 70% жртава су били држављанке и држављани Србије."
"Од 2004. године уочен је значајан пораст броја деце која се налазе у ланцу трговине људима. Док је 2002/2003. године међу идентификованим жртвама било 10% малолетника, 2019. деца су чинила 36% од укупног броја идентификованих жртава трговине људима."

## Разлике између просјачења и трговине људима
Просјачење ("добровољно" просјачење) је начин стицања материјалне користи, код које просјак моли друге за помоћ тражећи им новац, храну и сл. Према члану 12. Закона о јавном реду и миру, просјачење је као прекршај кажњиво у случају да се њиме угрожава спокојство грађана или нарушава јавни ред и мир. Међутим, основни недостатак овог закона је у томе што не дефинише просјачење, нити прави разлику између дечијег просјачења и просјачења одраслих.
С друге стране, принудно просјачење је облик трговине људима, те се извршилац кажњава према члану 388. Кривичног законика за кривично дело.
Такође, потребно је разликовати кривично дело Трговина људима из члана 388. КЗ од кривичног дела Запуштање и злостављање малолетника из члана 193. КЗ. Код овог дела родитељ или старатељ приморава дете на рад који није достојанствен за његов узраст или га приморава на просјачење, али не постоје елементи трговине људима јер се приходи остварени таквим радом/просјачењем користе за потребе целе породице.